# سیارک ۲۴۳۱۷
سیارک ۲۴۳۱۷ (به انگلیسی: 24317 Pukarhamal، نامگذاری:2000AL12) بیست و چهار هزار و سیصد و هفدهمین سیارک کشف شده‌است که در ۳ ژانویه ۲۰۰۰ کشف شد.
قدر مطلق سیارک برابر ۱۰.۷ است.